# Massacro di Menemen
Il massacro di Menemen fu un massacro di civili turchi da parte dell'esercito greco il 16-17 giugno 1919 nella città di Menemen, subito dopo lo sbarco e l'occupazione greca della vicina Smirne, durante la guerra greco-turca dopo la prima guerra mondiale.

## Uccisioni
Il prefetto ottomano di Menemen, Kemal Bey, e i sei gendarmi che lo accompagnavano furono assassinati dai soldati greci la sera del primo giorno. Queste morti rappresentarono l'atto di apertura per ulteriori uccisioni compiute sulla popolazione civile di Menemen nel giorno successivo da una brigata cretese aiutata da complici della minoranza greca locale. L'evento venne descritto come un massacro da una commissione inter-alleata di quattro generali in rappresentazione delle potenze alleate. La commissione affermò anche che il massacro non venne organizzato dal Comando greco, ma fu il risultato del panico e della rabbia delle giovani truppe che erano ancora colpite dagli eventi di Pergamo (Bergama) e che i loro ufficiali non erano stati in grado di placare. A Pergamo, gli irregolari turchi che riconquistarono la città uccisero gli abitanti turchi che in precedenza avevano accolto i greci e massacrarono e torturarono i loro prigionieri di guerra greci.
Il numero di vittime tra la popolazione civile turca della città durante il solo giorno del 17 giugno varia tra duecento, secondo il rapporto dell'ottobre 1919 redatto dalla Commissione interalleata, a mille, secondo una delegazione arrivata il giorno successivo (18 giugno 1919). Il capitano Charns, il capo di quella delegazione, mise a confronto il numero delle vittime turche con l'inesistenza di qualsiasi ferito greco, sia civile che militare. Il rapporto di ottobre, preparato dagli ufficiali britannici e dai delegati medici dei consolati britannico e italiano a Smirne, respinse la cifra delle 1000 vittime come un'esagerazione, rilevando che almeno in 100 erano morti e menzionando l'indagine di un ufficiale francese il giorno successivo al rapporto del massacro che 200 turchi erano stati uccisi e 200 feriti. L'esercito greco affermò di essere stato attaccato nella città, ma la commissione non diede credito alle loro dichiarazioni. Rilevarono solo i greci come responsabili dello spargimento di sangue.
Gli eventi causarono le proteste dallo Shaykh al-Islām ottomano. Il demografo Justin McCarthy, respingendo i risultati della Commissione inter-alleata, ha affermato che il massacro era stato pianificato in anticipo, indicato dal fatto che prima degli attacchi tutte le case greche della città erano state contrassegnate da croci bianche e che non erano state colpite dal saccheggio e dalla distruzione.

## Resoconti contemporanei
L'ammiraglio britannico Calthorpe, commentando a Londra il fatto che alcuni turchi di Menemen erano riusciti a sopravvivere, dichiarò:
(Somerset Gough-Calthorpe)
Celal Bayar, il terzo presidente turco, scrisse la testimonianza di un commerciante locale, Çerkes Sefer Efendi.